# New Life Band
New Life Musics, es una banda de música cristiana de Falcón, Venezuela que da inicio en el año 2014 como apoyo a diversas congregaciones de la localidad, luego el proyecto surge como la necesidad de mostrar una genuina adoración juvenil. Con el respaldo y cobertura de los Pastores José Francisco Arias y Xiomara de Arias de la Congregación Centro Cristiano Vida Nueva Coro.

## Miembros
- Jaime Gonzales Sánchez (Voz y Guitarra)
- Greidy Gómez (Voz)
- Hermary Gauna (Voz)
- Luis Marin (Bajista)
- Zuliman Gauna (Batería)
- Angelvis Yánez(Teclado)